# Адміністрація Кабінету Міністрів Японії

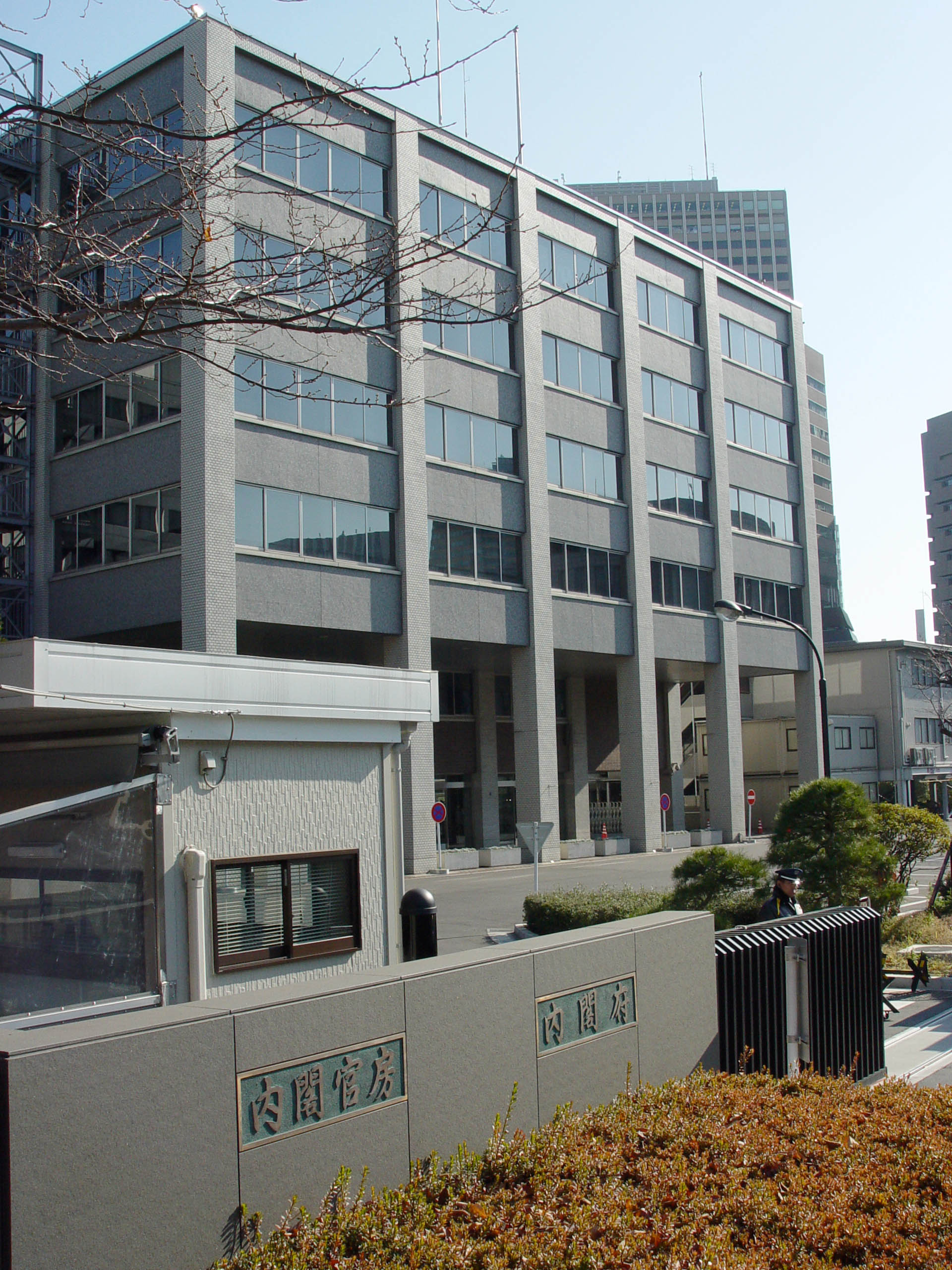
Будівля Адміністрації Кабінету Міністрів Японії.

Адміністрація Кабінету Міністрів (яп. 内閣府, ないかくふ, найкаку-фу; англ. Cabinet Office, CO) — центральний орган виконавчої влади Японії.

## Історія
Створений 6 січня 2001 року як допоміжний орган при Кабінеті Міністрів.

## Законодавчі повноваження
Організація, структура, права і обов'язки Адміністрації регулюються Законом Японії про заснування Адміністрації Кабінету Міністрів. Займається плануванням і упорядкуванням важливих політичних та економічних проектів Кабінету Міністрів, збирає й аналізує інформацію щодо стану японської економіки та рівня добробуту японських громадян, виконує щоденну адміністративну роботу, допомагаючи Прем'єр-міністру Кабінету Міністрів. За законом вищий від міністерств Кабінету Міністрів. Тісно співпрацює з Секретаріатом Кабінету Міністрів та відомством Прем'єр-міністра.

## Керівництво
Формально очолюється головою Кабінету Міністрів — Прем'єр-міністром Японії. Фактично керується державним Міністром з особливих справ, що призначається Прем'єр-Міністром як помічник.

## Структура
Автономні органи
- Управління Імператорського двору Японії